# Стрілянина в Мосс Сайді (2020)
21 червня 2020 року, на таємному вуличному рейві в манчестерському мікрорайоні Мосс-Сайд сталася масова стрілянина. Це була перша масова стрілянина в Великій Британії після масової стрілянини також в Мосс Сайді 2018 року.
Масові розстріли рідкісні у Великій Британії, останній - масовий розстріл відбувся у тому ж мікрорайоні у 2018 році. До цього були лише стрілянина в Камбрії в 2010 році та шкільна стрілянина в Данблані в 1996 році.
Стрілянина відбулася після вечірки, яка була незаконна за правилами карантину під час COVID-19. Під час інших незаконних рейвів у Великому Манчестері незадовго до інциденту помер  чоловік від підозри на передозування, ще одна жінка була зґвалтована. Поліція стверджує, що існує багато суперечок, коли справа стосується заборони або дозволу дозволу рейвів. Вечірка, була незапланованою подією, яка відбулася після барбекю Black Lives Matter, яке раніше проводилося неподалік від місця проведення вечірки.

## Інцидент
Під час нічної вуличної вечірки на автостоянці на перетині Кайторп-стріт, Бродфілд-роуд та вулиці Боуз, чоловік відкрив вогонь по присутніх близько 00:30 за тихоокеанським часом, люди в паніці втікали та кричали про допомогу. Повідомлялося про постріл на місці розташування вечірки на вулиці Кайторп, поліція прибула на місце події о 01:00. Вони виявили вечірку, в якій брали участь сотні людей, що порушували правила карантину в країні щодо COVID-19. Поліція повідомляє, що раніше в цьому районі відбувся "громадський захід", а вечірка була позаплановою, так як ді-джей залишився щоб вести вечірку. Місцеві жителі заявляють, що вечірка розпочалася близько 22:00 напередодні, і що Мосс Сайд - це мирний район з нечастою активністю насильства.

## Наслідки
Відділення екстреної допомоги повідомляє про двох смертельно поранених чоловіків. Спочатку повідомлялося про одну смерть чоловіка 36 років, пізніше помер хлопець 21 року. Того ж дня було відкрито справу розслідування вбивства.